# Фоэси
Фоэси́ (фр. Foëcy) — коммуна во Франции, находится в регионе Центр. Департамент — Шер. Входит в состав кантона Меэн-сюр-Йевр. Округ коммуны — Вьерзон.
Код INSEE коммуны — 18096.

## География
Коммуна расположена приблизительно в 190 км к югу от Парижа, в 85 км южнее Орлеана, в 21 км к северо-западу от Буржа.
По территории коммуны проходит канал Берри, а также протекают реки Йевр и Шер.

## Население
Население коммуны на 2008 год составляло 2071 человек.
| 1962 | 1968 | 1975 | 1982 | 1990 | 1999 | 2008 |
| ---- | ---- | ---- | ---- | ---- | ---- | ---- |
| 1632 | 1701 | 2010 | 2185 | 2083 | 2003 | 2071 |

## Экономика
В 2007 году среди 1333 человек в трудоспособном возрасте (15-64 лет) 975 были экономически активными, 358 — неактивными (показатель активности — 73,1 %, в 1999 году было 70,9 %). Из 975 активных работали 871 человек (479 мужчин и 392 женщины), безработных было 104 (42 мужчины и 62 женщины). Среди 358 неактивных 90 человек были учениками или студентами, 121 — пенсионерами, 147 были неактивными по другим причинам.

## Достопримечательности
- Замок Фоэси (XV век). Исторический памятник с 1989 года[3]
- Церковь Сен-Дени (XIX век)
- Музей фарфора